# ライプツィヒ - ホーフ線
ライプツィヒ - ホーフ線（ライプツィヒ ホーフせん、ドイツ語: Bahnstrecke Leipzig–Hof）はザクセン州のライプツィヒ市とバイエルン州のホーフ市を結ぶ複線の幹線鉄道である。この路線はザクセン＝バイエルン鉄道会社（ドイツ語:Sächsisch-Bayerische Eisenbahn-Compagnie）によって建設及び運営された。主要経由地はアルテンブルク、ヴェルダウ、ライヒェンバッハ（フォークトラント）、プラウエンであり、線路は1842年から1851年まで段階的に開業された。以後この路線は主要なドイツ南北横断路線の一つとして発展した。ドイツの分断の結果、この路線はその重要性を相当に失って、ドイツの再統一以後にも、特にグロースヘリンゲン - ザールフェルト線の改修のため、以前の重要性を回復できなかった。

## 沿線概況

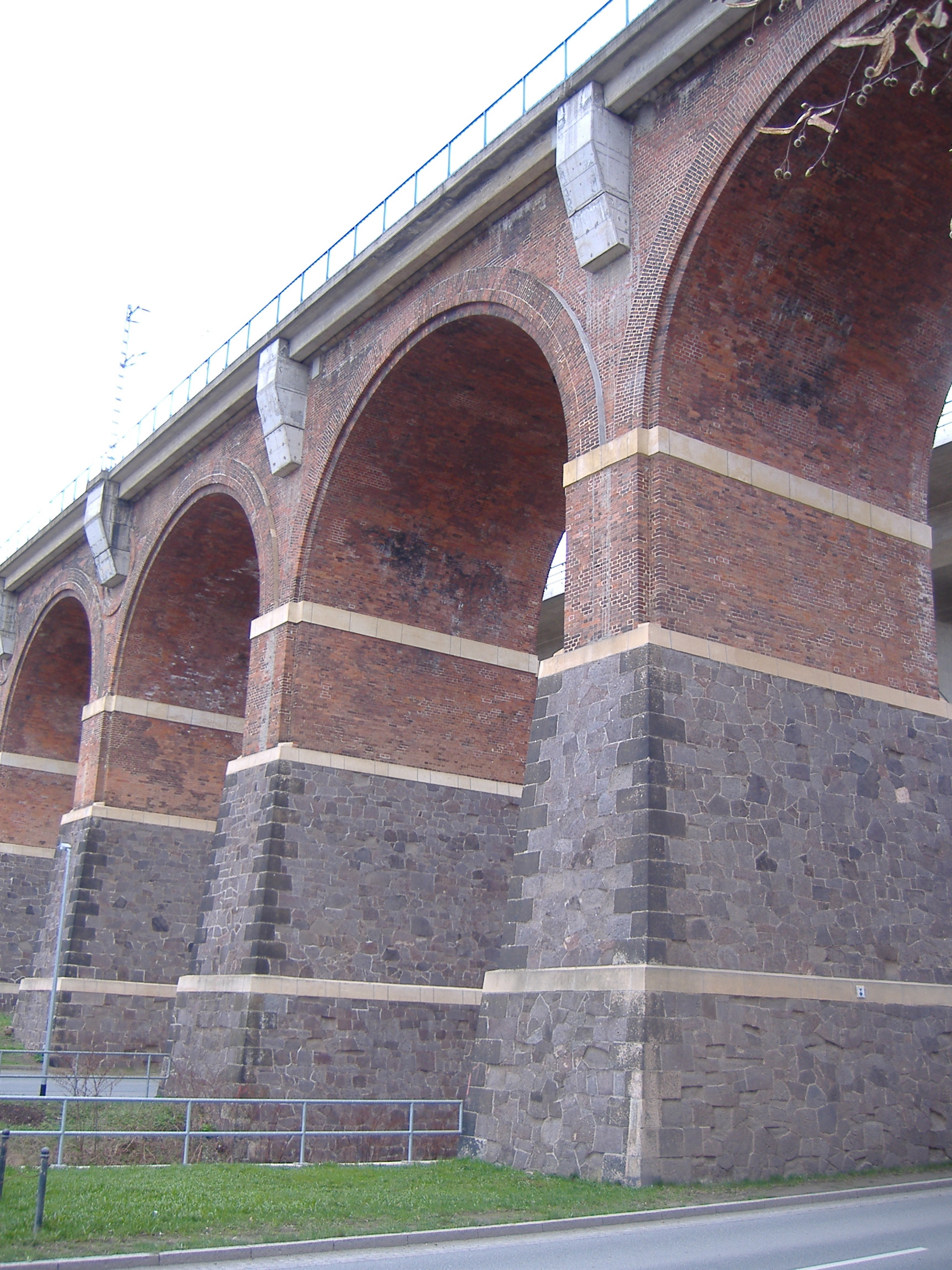
ロイプニッツ川高架橋

ライプツィヒ - ホーフ線の出発点はバイエルン駅にあり、その駅は現在Sバーン地下駅と接続される。リハルト・レーマン街の橋の下でLCVの連結線はシュトォッテリツ駅の方向に分岐する。コネヴィツ駅では2012年11月に廃止された、ライプツィヒ中央駅方面の旧連結線がこの路線と合流した。ライプツィヒ貨物環状線もその駅でこの路線と合流するが、旧コネヴィツ - プラークヴィツ線の分岐点の末端部は2012年末廃止された。中央駅方面の連結線は廃止された以後、中央駅からこの路線に接近する経路はシティトンネルの経路及びライプツィヒ - アイレンブルク線、テクラー経由、貨物環状線の北東部分の経路及びプラークヴィツ - ガシュヴィツ線の経路がある。
列車はその後、褐炭鉱山廃坑地帯、文化景観造成地 (Bergbaufolgelandschaft) 、土被りという特性が見えるライプツィヒ郡の南部を通過する。ライプツィヒ・コネヴィツ - ボェーレン区間は三線複線の区間である。テューリンゲン州アルテンブルクでは小山が多くて、この路線はプライッセ川に沿って続ける。ゴェースニツ駅では中部ドイツの連結線 (Mitte-Deutschland-Verbindung) がこの路線と交差して、列車はクリミチャウとヴェルダウを経由しヴェルダウ三角線に至る。

ゴェルツシュ川高架橋

ドレスデン - ヴェルダウ線がこの路線に合流した以後、列車は北フォークトラントに進入する。ノイマルクト駅の西側で1999年までグライツ方面の線路が分岐した。ライヒェンバッハから、興味深い構造物であるネツシュカウにある、ゴェルツシュ川鉄道橋とヨッケタにあるエルスター川鉄道橋の部分が始まる。プラウエンでは合わせて7つの駅があるが、この路線にはプラウエン上駅とイョスニツ駅のみがある。
プラウエン上駅からこの路線は北の方へ曲がって、一方バート・ブランバッハ方面の路線は南の方へ分岐する。列車がズュラウ駅を通過して西へ向かうと、ゲーラ方面の鉄道がメールトイアー駅でこの路線と合流する。ショェンベルク駅でシュライツ方面とヒルシュベルク方面の路線が分岐すると、列車は急激に南へ向かいテューリンゲン州の境界線を何度も越える。ザクセン州の最後の駅はグーテンフュルスト駅であり、この駅に境界駅の機能がなくなった以後、三本の線路だけが残っている。
列車が州境界線を越えてバイエルン州に入る。この路線はアウトバーン72号の下で交差してファイリツシュ駅の方へ続く。ファイリツシュ駅は2006年9月再開業され、今はフォークトラント鉄道やエアフルト鉄道所属の列車が停車している。列車がこの路線の終点であるホーフ中央駅に到着する前に、ホーフ - バート・シュテーベン線はその駅に接続する。ホーフ中央駅の以後、旧バイエルン・ルートヴィヒ南北鉄道がこの路線を継承する。

## 歴史

### ザクセン＝バイエルン鉄道会社及びザクセン王立鉄道時代
ライプツィヒ＝ドレスデン鉄道会社はこの路線の敷設許可を受けたが、実現の難点の理由でそれを放棄した。その後ライプツィヒで鉄道委員会が形成して、ライプツィヒ - ホーフ間の鉄道はプラウエン、アルテンブルク、バンベルクのような都市でも関心事となった。しかし費用や技術が保証できなかったので、投資者達はライプツィヒ - ドレスデン鉄道の成功を待つ事にした。1840年6月に鉄道建設は許可され、建設を担当する私企業は0%利率の政府出資で鉄道建設を行うべきであった。1841年1月14日に鉄道の経路とホーフ国境駅に関する条約がザクセン王国、ザクセン＝アルテンブルク公国、バイエルン王国の間に締結された。加えるにライプツィヒ - ホーフ線はロイス＝グライツ侯国及びロイス＝ゲーラ侯国の領内を通過することとなった。
1841年6月にザクセン＝バイエルン鉄道会社が設立されて、建設工事は同年7月1日にカール・クンツの指揮下で始まった。1842年9月19日ライプツィヒ - アルテンブルク区間が開通され、その路線は1846年5月、フォークトラント郡ライヒェンバッハ市まで、三段階にかけて延伸された。ヴェルダウ鉄道橋の建設には鉄道会社の資金調達が難しくなった。ゴェルツシュ川及びエルスター川上の高架鉄道橋も建設されることが必要であったが、鉄道会社には関連経験がなくて、鉄道橋建設費は二倍ほどに上がった。1846年9月にザクセン＝バイエルン鉄道会社は資金調達不能のためザクセン政府に援助を要請した。1847年4月1日にザクセン政府はこの路線を買収して、その時からザクセン＝バイエルン国有鉄道として運営した。プラウエン - ホーフ区間の場合、鉄道会社が国有化の前に、高費用の高架橋建設からできる限り早く収益を取る為に、線路建設を始まった。1848年11月20日その区間は開業されて、1851年7月15日ライヒェンバッハ - プラウエン区間でザクセン＝バイエルン鉄道は運営を開始した。
時間の経過により、ザクセン＝バイエルン本線の周りにいくつかの支線が建設され、それぞれの駅で接続することとなった。1876年から1878年までアルテンブルク駅は運営の障害の多かった頭端式乗降場から通過式乗降場に改築され、一部区間は市の南側方向に山地の貫通するトンネルと新たな線路で改修された。新線は1876年9月25日開通され、路線距離は約4.4 km短くなった。1880年ホーフ駅が頭端式乗降場から通過式乗降場に移転された。
1874年すでにプラウエン - ホーフ区間を短縮する新線建設が計画され、ヴァイシュリツでプラウエン - ヘプ線と接続してヴィーデルスベルクを経由する路線が建設される予定であった。1884年よりプラウエン関係者はザクセン議会に毎年請願書を送信したが、その請願は成果なしとなった。

### ドイツ帝国鉄道時代
1920年4月1日にザクセン王立鉄道はドイツ帝国鉄道に合併され、この路線はその時からドレスデン管理局所属となった。帝国鉄道の組織改編により、パーディツ旧駅とレーンドルフ駅の間より北側区間は、1934年10月からハーレ管理局に割り当てられることとなった。1913年と1930年代にファイリツシュ - ヴァイシュリツ間の新線建設は準備段階まで進行されたが、他のプロジェクトが戦争に有利だったので、この建設計画は取り消された。
ライプツィヒ - ホーフ線はドイツの主要鉄道路線の一つであったが、1944年まで連合軍の空襲から抜けられていた。いくつかの駅舎が爆撃されたが、他の路線と違って、1945年まで列車が平常通り通行した。1945年4月にエルスター川鉄道橋は戦闘機により部分的に破壊され、ザーレ川鉄道橋は空襲で相当に損傷された。列車運行は停止されて、戦後に漸く再開された。

### ドイツ国営鉄道時代及びドイツ連邦鉄道時代
第二次世界大戦が終わった後に、ソビエト連邦とアメリカの占領地の境界線では列車の通行が一切なかった。北側にはグーテンフュルスト駅が、南側にはファイリツシュ駅がそれぞれの終着駅であった。東西ドイツ間、貨物列車は1946年から、旅客列車は1947年から再び運行されている。
アルテンブルクトンネルは、小さすぎた車両限界及び貫通水の引き起こすアーチ形の天井の損傷のため、1959年に電化の準備段階で堀割りとなった。1961年10月2日ライプツィヒ - ボェーレン区間は電化され、いくつかの段階にかけて、1963年12月20日には電気運転がライヒェンバッハ上駅まで実現された。1969年7月12日にコネヴィツ - ガシュヴィツ区間にSバーン系統が導入された。
一方、ホーフ - ファイリツシュ区間の列車編は1972年廃止された。同年10月30日シュヴァインスブルク＝クルテンで二つの急行列車が互いに衝突する事故が発生した。この事故には死亡者は28人、重傷者は70人以上であった。

### ドイツ鉄道時代
1990年代にもヴァイシュリツ及びファイリツシュ経由の新線の案件はあって、プラウエン - ホーフ区間が約32 kmに短縮されるはずであった。しかし建設計画は高い費用とICE列車の経路のため実行されなかった。1990年代にライプツィヒ - ツヴィッカウ区間の改修計画はドイツ鉄道の子会社であった統一鉄道再建企画社 (Planungsgesellschaft Bahnbau Deutsche Einheit) により展開されたが、2011年まで実現されなかった。2011年夏から3600万ユーロが投資され、2013年11月までレールの取り替え、電車線の追加設置、立体交差の新設などが行われた。アルテンブルク旧トンネル堀割りの領域では約1000 mの擁壁と500 mの雨どい型道床 (Trogbauwerk) が新たに構築された。
ライヒェンバッハ - ホーフ区間の電化はこの路線だけではなくドレスデン - ホーフ区間の電気運転に必須要素であった。2010年7月より電車線設置工事が始まり、2011年12月ライヒェンバッハ - へアラスグリュン間の電化は完了して、工事の期間に鉄道橋と立体交差の改修は不可欠であった。ホーフで周波数変換所 (Umrichterwerk) が建設されて、2013年12月にこの路線の電気運転が実現された。仕上げの作業は2014年まで続いて、総費用は1億2000万ユーロに至った。2016年6月に快速列車路線であるRE3系統は中部ドイツ地方鉄道 (Mitteldeutsche Regiobahn, MDR) に移管された。
ライプツィヒのシティトンネルの開通でSバーン運営に対応する改修工事がバイエルン駅 - ヴェルダウ区間で実施された。シティトンネルは既存の線路に連結され、それでSバーン拡張の全体条件は充足された。マルククレーベルク北駅は新設され、乗降場・橋梁の改修、線路・電車線の取り替え、防音壁の設置が行われた。マルククレーベルク北駅の乗降場が建設されたときに、道床幅の保存のため、線路一本が撤去された。2013年12月15日Sバーン路線はノイキーリツシュ - ヴェルダウ区間に拡張された。

## 運行形態
ライプツィヒ・バイエルン駅 - ポースニツ区間は中部ドイツ運輸連合 (Mitteldeutscher Verkehrsverbund, MDV) の管轄区域である。クリムミッチャウ - ヴェルダウ区間には中部ザクセン運輸連合 (Verkehrsverbund Mittelsachsen, VMS) の料金システムが適用される。ノイマルクト - グーテンフュルスト区間はフォークトラント運輸連合 (Verkehrsverbund Vogtland, VVV) の区域に属する。
- 快速 (RE3) : ドレスデン - フライベルク - ケムニッツ - ツヴィッカウ - ライヒェンバッハ上駅 - プラウエン上駅 - ホーフ。60分間隔。中部ドイツ地方鉄道所属。使用車両はコラディア・コンチネンタル。2016年6月以前には143形機関車とプッシュプル方式の二階建て客車が使用された。
- 快速 (EBx13) : ライプツィヒ - ゲーラ - ツォイレンローダ下駅 - メールトホイアー - ショェンベルク - ホーフ。エアフルト鉄道所属。使用車両はレギオシャトル1。
- 普通 (RB2) [18]: フォークトラント鉄道所属。使用車両はレギオシャトル1。
  - ツヴィッカウ文化会館 - ツヴィッカウ - ノイマルクト - ライヒェンバッハ上駅 - ヘアラスグリュン - プラウエン上駅 - アードルフ (- ヘプ)。60分間隔。
  - (ツヴィッカウ文化会館 -) ツヴィッカウ - ノイマルクト - ライヒェンバッハ上駅 - ヘアラスグリュン - プラウエン上駅 - メールトホイアー - ショェンベルク - ロイト - グーテンフュルスト - ファイリツシュ - ホーフ。1日1往復 (週末・休日) 或いは2往復。
- 普通 (RB5) : メールトホイアー - プラウエン上駅 - ヘアラスグリュン - ファルケンシュタイン - クラスリツェ。120分間隔。フォークトラント鉄道所属。使用車両はレギオシャトル1。
- Sバーン (S4) : ホイエルスヴェルダー - ファルケンベルク - アイレンブルク - ライプツィヒ - バイエルン駅 - MDR - コネウィツ - マルククレーベルク - マルククレーベルク・ガシュヴィツ。30分間隔。使用車両は1442形電車。
- Sバーン (S5) : ハレ - ライプツィヒ＝ハレ空港 - ライプツィヒ - バイエルン駅 - MDR - コネウィツ - マルククレーベルク - ボェーレン - ノイキーリツシュ - レーギス＝ブライティンゲン  - アルテンブルク - レーンドルフ - ゴェースニツ - クリムミッチャウ - ヴェルダウ - ツヴィッカウ。60/120分間隔。使用車両は1442形電車。
- Sバーン (S5X) : ハレ - ライプツィヒ＝ハレ空港 - ライプツィヒ - バイエルン駅 - MDR - コネウィツ - マルククレーベルク - アルテンブルク - ゴェースニツ - ヴェルダウ - ツヴィッカウ。60分間隔。使用車両は1442形電車。
- Sバーン (S6) : 見本市 - ライプツィヒ - バイエルン駅 - MDR - コネウィツ - マルククレーベルク - マルククレーベルク・ガシュヴィツ - ボェーレン - ノイキーリツシュ - ボルナー - ガイトハイム。30分間隔。使用車両は1442形電車。